# Lê Long Việt
Lê Long Việt (黎龍鉞, tempelnamn: 黎中宗, Lê Trung Tông), född 983, död 1005, blev år 1005 kejsare av den tidigare Le-dynastin i Vietnam. Samma år mördades han av sina tre bröder. Den som till slut efterträdde honom var Lê Ngọa Triều.